# ۸۱ نهنگ
۸۱ نهنگ یک ستاره است که در صورت فلکی نهنگ قرار دارد.